# Dekanat Bar
Dekanat Bar – jeden z ośmiu dekanatów katolickich w diecezji kamienieckiej na Ukrainie.
Inne dekanaty to: 
- Chmielnik
- Gródek
- Kamieniec Podolski
- Murafa
- Połonne
- Tomaszpol
- Winnica

## Parafie
- Bar – Parafia św. Anny
- Berezówka(inne języki)[1] – Parafia św. Józefa
- Brahiłów – Parafia Trójcy Przenajświętszej
- Czemeryskie – Parafia św. Jana Chrzciciela
- Czerniowce – Parafia św. Mikołaja B. M.
- Jałtuszków – Parafia Matki Bożej Szkaplerznej
- Kopajgród – Parafia Zesłania Ducha Świętego
- Koziarówka – Parafia Najświętszego Serca Pana Jezusowego
- Kuryłowce – Parafia Matki Bożej Nieustającej Pomocy
- Łuczyniec – Parafia Wniebowzięcia Najświętszej Maryi Panny
- Malczowce – Parafia Trójcy Przenajświętszej
- Meżyrów – Parafia Wniebowzięcia Najświętszej Maryi Panny
- Mohylów Podolski – Parafia Nawiedzenia Najświętszej Maryi Panny
- Mołczany – Parafia św. Wojciecha
- Mytki – Parafia św. Józefa
- Ozarzyńce – Parafia Podwyższenia Krzyża Świętego
- Sokół – Parafia Najświętszego Serca Pana Jezusa
- Śnitków – Parafia Niepokalanego Poczęcia Najśw. Maryi Panny
- Tarasówka – Parafia św. Jana Nepomucena
- Wendyczany – Parafia Najświętszego Serca Pana Jezusa
- Wierzbowiec – Parafia św. Michała Archanioła
- Wilchowiec[2] – Parafia Matki Bożej Nieustającej Pomocy
- Wyszczeolczydajew[3] – Parafia Miłosierdzia Bożego
- Zatoki – Parafia św. Antoniego Padewskiego
- Żmerynka – Parafia św. Aleksego